# Giuseppe Napoli
Giuseppe Napoli (nascut el 1852, no es tenen més dades biogràfiques d'aquest músic).
Fou professor de cant a Bari, i se li deuen Elementi musicali (1883), Elementi di musica, ad uso delle R. Scuole normali (1896).